# Zhang Youfang
Zhang Youfang (ur. 2003) – chiński zapaśnik walczący w stylu klasycznym. 
Brązowy medalista mistrzostw Azji w 2025 roku. 